# Okrouhlá (Česká Lípa-i járás)
Okrouhlá település Csehországban, Česká Lípa-i járásban. Okrouhlá Prysk, Polevsko, Skalice u České Lípy, Kamenický Šenov és Nový Bor településekkel határos. Lakosainak száma 593 fő (2024. január 1.).

## Népesség
A település lakosságának változását az alábbi diagram mutatja:
| Lakosok száma | 681  | 720  | 574  | 389  | 341  | 470  | 551  | 559  | 572  | 593  |
|               | 1869 | 1890 | 1921 | 1950 | 1980 | 2001 | 2017 | 2019 | 2022 | 2024 |